# 科学考察
科学考察，一般指研究人员就某一主题在实验室以外进行的实地研究考察工作。这种考察的目的，主要是观察研究对象在自然环境中的状态，以及收集样本。人们在学校中就开始接触到这一方式，如地理或是地质课中的实地考察。很多早期的自然科学研究也是获益于这一方式所得到的第一手资料，如达尔文，徐霞客等研究。